# Go Fuck Yourself
Go Fuck Yourself is een Engelstalige single van de Belgische band Ashbury Faith uit 1997.
De single bevatte voorts de liedjes Gzf (remix), GZroit (remix) en een gecensureerde versie van de titeltrack met de naam Go ff.. Yourself.
Het nummer verscheen op het album Zed.

## Meewerkende artiesten
- Producer
  - Zmago Smon
- Muzikanten
  - Axl Peleman (basgitaar, contrabas, elektronisch orgel, piano, synthesizer, zang)
  - Matthias Van Der Hallen (gitaar)
  - Zmago Smon (sampler)
  - Reinert d'Haene (drums, elektronisch orgel, piano, synthesizer)